# Колокольцовы
Колоко́льцовы (Колоко́льцевы, Колоколцевы) — русский баронский и древний дворянский род.
Род внесён в VI, II и III части родословной книги Московской, Рязанской, Тверской, Харьковской, Владимирской, Саратовской и Оренбургской губерний, а также VI часть дворянской родословной книги.
Возможно, что дворянские рода Скрыпеевы, Хоненевы и Скрябины имеют общего с Колокольцовыми родоначальника.

## Происхождение и история рода
Происходят от Скрыпея (от тюрк. «Сукыр бей», то есть слепой князь) из Золотой Орды.
Первое известие об этой фамилии относится (1488), когда между другими московскими служилыми людьми и гостями переселено было в Новгород 8 семей послужильцев боярина Травина, среди которых были и Колокольцовы.
Предки Колокольцовых выехали в Россию из Золотой Орды ещё до времен царя Ивана IV Васильевича и были жалованы поместьями в Новгородской области (1495). Служилые Колокольцовы-новгородцы владели землями в Деревской, Водской и Шелонской пятинах. Потомки сего рода, два брата, Скрыпеевы Василий и Борис Колокольцовы писаны по Суздалю (1573). От них произошедшие Колокольцовы служили Российскому престолу дворянские службы, жалованы были от Государей поместьями и чинами. Сие доказывается хранящимися в Герольдии документами разрядного архива, Вотчинного Департамента и родословною Колокольцовых.
История древнего рода Колокольцовых прослеживается (с 1380) до настоящего времени. Потомки Скрыпея были дети боярские, служилые люди, дворяне.
В конце XVII века определились четыре ветви Колокольцовых:
1. Старшая (пензенская, тверская и томско-уфимская линии) от Клементия Макаровича,
2. Петербургская (гдовская, лужская линии) от Прокофия Макаровича,
3. Суздальские (средняя ветвь от Василия).
4. Младшая ветвь от Бориса.

Первое дело о дворянстве Колокольцовых начато (конец 1780-х) обер-прокурором в Санкт-Петербурге Фёдором Михайловичем Колокольцовым, когда он расписался (25 февраля 1791) на родословной росписи из 146-ти персон (три ветви рода), с показаниями о роде Колокольцовых и проектом родового Герба. Статский советник, владимирский (1802) и казанский вице-губернатор (1806—1812) Гаврила Иванович Колокольцов (1753—1824), также вёл дело о дворянстве (1791). Представителями рода по их прошениям были выданы (1791—1796) копии родословной росписи.
Иван Михайлович (1752—1821) вице-адмирал и сенатор. Полный генерал Александр Александрович Колокольцов (1833—1904) начальник (1864—1893) Обуховского сталелитейного завода в Санкт-Петербурге, Николай Александрович Колокольцов (1832—1891) контр-адмирал, удостоен Ордена Святого Георгия IV степени.

## Бароны Колокольцовы
По указу императора Александра I (15 сентября 1801) действительный тайный советник и сенатор Фёдор Михайлович Колокольцов (р. 15 апреля 1732) с потомством пожалован бароном Всероссийской империи.

## Известные представители
- Скрыпей (род. ок. 1380) — выход из Золотой орды (I колено).
- Яков Колоколец (г/р ок. 1410) — дмитровский вотчинник, продавший в середине XV века деревню Нежино и селище Кузякинское Троице-Сергиеву монастырю.
- Василий Яковлевич Суета (г/р. ок. 1440) — испомещён (1488—1489) в Деревской пятине на Новгородские земли. Имел земли в погостах Шегринский и Боровицкий. Дети: Иван, Назар, Григорий, Алексей.
- Колокольцовы: Постник и Богдан Леонтьевич — владели землёй и деревнями в Ярославском уезде (1568 и 1569).
- Колокольцов Андрей Дмитриевич — яицкий казак (1634), взят из ссыльных в Томске в «дети боярские» с окладом 9 руб. (1637). От него идёт томско-уфимская ветвь разносословных и священнослужителей рода.
- Колокольцов Герасим Кириллович — московский дворянин (1678).
- Колокольцов Кузьма Иванович — московский дворянин (1692).
- Колокольцов Иван Иванович — стольник (1692)[8].

Кавалеры ордена св. Георгия 4-го кл.
- Колокольцов, Николай Александрович (1832—1891) — родился в ус. Рождественское Вышневолоцкого уезда Тверской губернии, лейтенант, кавалер орден Св. Георгия 4 ст. № 9898 (12 января 1856). контр-адмирал, на его могиле в д. Касково Тверской области краеведами и администрацией г. Удомля установлен мраморный обелиск (2004).
- Колокольцов, Иван Михайлович (1752—1821) — Петербургская ветвь дворян. Вице-адмирал, главный командир Кронштадтского порта, сенатор. Кавалер ордена Св. Георгия 4 ст. №1836 (за 18 военных компаний)
- Степан Семёнович Колокольцев (1796—1874) — Петербургская ветвь дворян, 3 часть р.д.к. Офицер Балтийского флота, капитан-лейтенант (1831), в отставке генерал-майор (11.4.1861), кавалер ордена Св. Георгия 4 ст. № 9688 (26 ноября 1856), Св. Анны 2 ст., Св. Владимира 4 ст. Владелец родового сельца в Лужском уезде Санкт-Петербургской губернии.

Некоторые представители рода (в опубликованных росписях их более 400 человек):
- Колокольцов, Григорий Аполлонович (1772—1861) — служил в лейб-гвардии Конном полку, в 27 лет имел звание генерал-майор (1799), командир Тифлисский 15-й гренадерский полк мушкетёрского полка (1799), шеф Ростовского мушкетёрского полка (1800), губернский предводитель дворянства в Саратове (1813—1815), в Русском Сыромясе вместе с братом строят (1822 г.) суконную фабрику (до 820 рабочих) и 2-ю суконную фабрику (1854), где выделывались кроме сукна «Колокольцовские шали» высокого качества. Григорий Аполлонович являлся основателем и членом московского «Английского клуба» (1830). Его родная сестра Надежда (в замуж. Мерлина) также имели цеха для производства шалей (1800), «Мерлинские шали», которые также получили мировую известность. Его жена Бутурлина Е. В. В семье было шесть сыновей и четыре дочери.
- Колокольцов Потап Михайлович (1682-1738) - Бригадир Армии.
- Колокольцов, Фёдор Михайлович (1732-1818) - Бригадир (1777-1792), сенатор с 1781г., барон с 1801, действ. тайный советник. Именно его Прошение, показания, роспись рода и рисунок герба стали основанием для внесения в VI ч. д.р.к. в феврале 1791 г. Умер 24 апреля 1818 г. /РГАДА. Ф. 286, оп.2, дело 62, оригиналы рисунков и схем/.
- Колокольцов Дмитрий Григорьевич (1814-1896) - служил в Лейб-гвардии Преображенском полку. Генерал-майор с 1.01.1874 .
- Колокольцев Константин Васильевич (1854-1927) - генерал-лейтенант с 1909 г. Петербургская ветвь дворян.
- Колокольцов, Василий Григорьевич (1867—1934) — известный общественный деятель и реформатор в эпоху Николая II, крёстный цесаревича Алексея.
- Александр Сергеевич Колокольцов (1870— после 1930) — генерал-майор в 1922 г. Оренбургский казак.
- Александр Александрович Колокольцов (1833—1904) — генерал по адмиралтейству (полный генерал в марте 1904). Участник плавания в экспедиции на фрегате "Паллада", далее на "Диане" и на построенной новой шхуне "Хеда" (1852-1855 гг.). Начальник Обуховского завода в С-Петербурге (1865-1894 гг.).Кавалер ордена Александра Невского, Белого Орла, Владимира 2 ст., Св. Анны 1 ст., Св. Станислава 1 ст. и многих иностранных.
- Владимир Георгиевич Колокольцев (1940—1996) — потомок петербургской ветви дворян К., советский актёр театра и кино, снялся в фильмах: «Зелёный фургон», «Прыжок на заре», «Закон Антарктиды», «Первый троллейбус», «Стряпуха», «Отец солдата», «Рысь выходит на тропу», «Когда разводят мосты», «Татьянин день», «Софья Перовская», «Поединок в горах», «Неуловимые мстители».